# Knić (općina)
Knić (općina) (ćirilično: Општина Кнић) je općina u Šumadijskom okrugu u Srbiji. Središte općine je grad Knić. U općini se nalazi 28 osnovnih škola s 1.321 učenikom i 3 srednje škole s 219 učenika. (2005.)

## Zemljopis
Općina se prostire na 413 km², (od čega na poljoprivrednu površinu otpada 27199 ha, a na šumsku 10118 ha)..

## Stanovništvo
Prema popisu stanovništva iz 2002. godine u općini živi 16.148 stanovnika, raspoređenih u 36 naselja.
Prirodni priraštaj iznosi -13 ‰.

### Naselja
Bajčetina • Balosave • Bare • Bečevica • Borač • Brestovac • Brnjica • Bumbarevo Brdo • Vrbeta • Vučkovica • Grabovac • Grivac • Gruža • Guberevac • Guncati • Dragušica • Dubrava • Žunje • Zabojnica • Kikojevac • Kneževac • Knić • Konjuša • Kusovac • Leskovac • Lipnica • Ljubić • Ljuljaci • Oplanić • Pajsijević • Pretoke • Radmilović • Rašković • Sumorovac • Toponica • Čestin